# Schloss Eppishausen

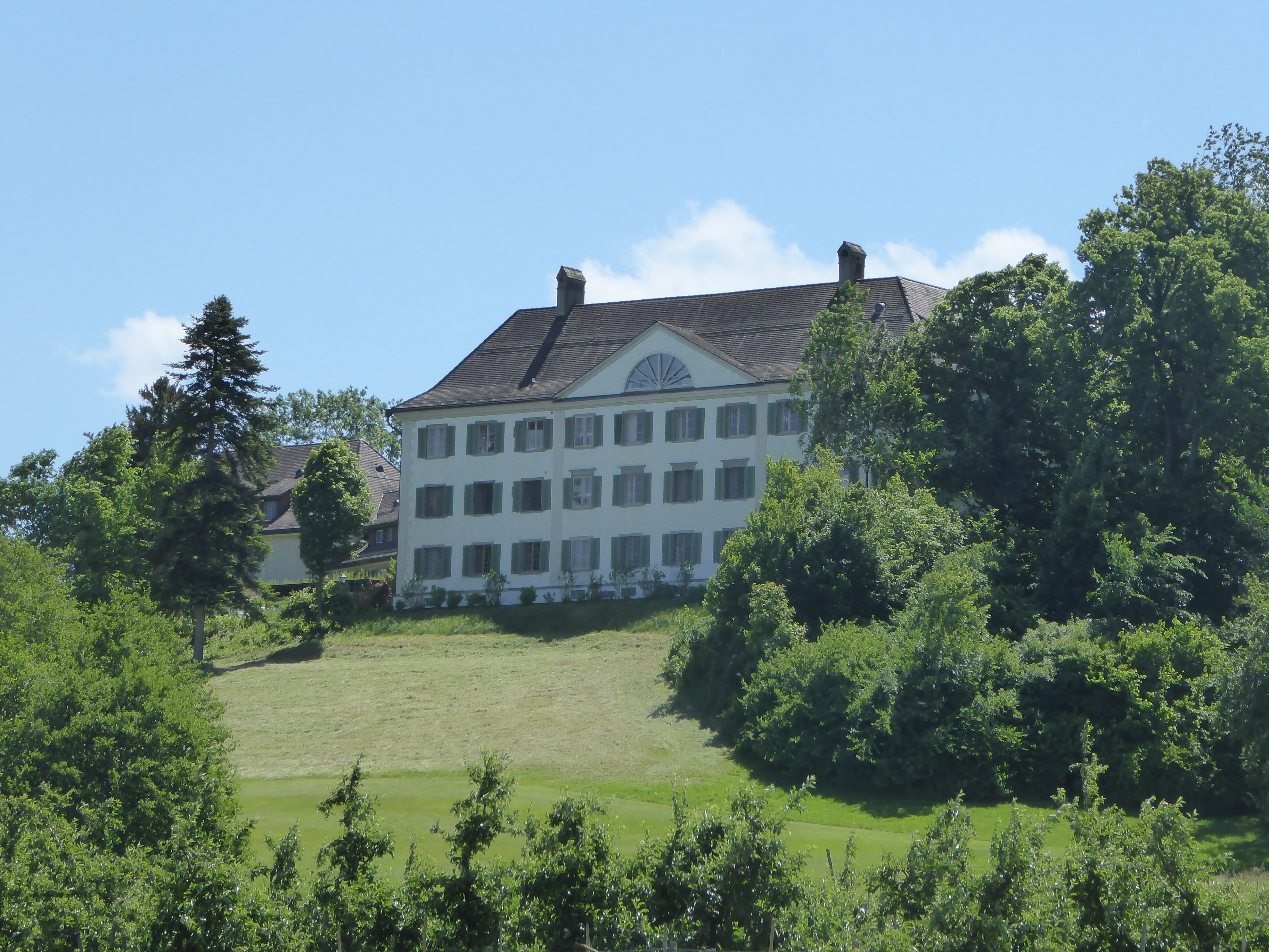
Schloss Eppishausen

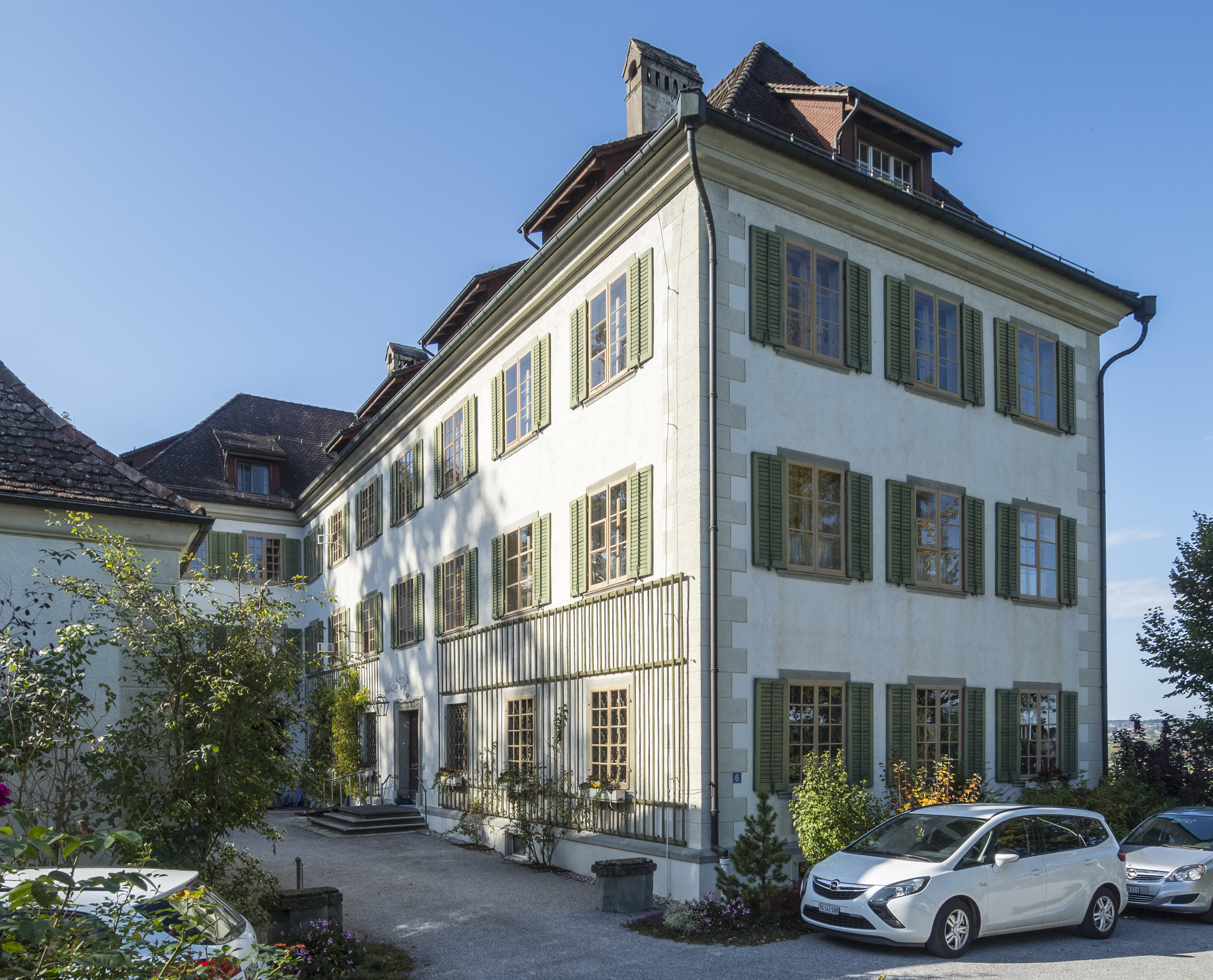
Schloss Eppishausen

Schloss Eppishausen ist der Name eines Schlosses in Eppishausen in der Gemeinde Erlen, Kanton Thurgau, Schweiz.

## Geschichte
Schloss Eppishausen wurde 1190 erstmals urkundlich erwähnt. 1405 wurde es durch die Appenzeller zerstört. Besitzer waren zu jener Zeit die Herren von Helmsdorf und Bernhausen. 1698 erwarb es das Benediktinerkloster Muri. Im gleichen Jahr wurde die St. Albans-Kapelle neu gebaut. Zwischen 1760 und 1763 wurde die Burg im barocken Stil umgestaltet.
In den Jahren 1813 bis 1837 war Schloss Eppishausen im Besitz des Germanisten und Schriftstellers Joseph von Lassberg. Er war beim Erwerb durch Elisabeth zu Fürstenberg unterstützt worden, die dort mit ihm zeitweise wohnte. Lassberg nannte sich in dieser Zeit Meister Sepp von Eppishusen und empfing in seiner einmaligen Bibliothek viele berühmte Zeitgenossen, unter anderem den Dichter Ludwig Uhland, die Germanisten Jacob Grimm und Karl Lachmann sowie die Historiker Johann Pupikofer und Johann Caspar Zellweger. Bei einem Besuch vermittelte Werner von Haxthausen Lassbergs Ehe mit Jenny, geb. Freiin Droste zu Hülshoff, deren Zwillingstöchter Hildegunde und Hildgarde auf Schloss Eppishausen 1836 geboren wurden.
Bei ihnen wohnte 1835/1836, während ihres sog. «Schweizer Jahres», die Dichterin Annette von Droste-Hülshoff. Im Schlosspark entstand zum Beispiel ihr Gedichtzyklus Der Säntis und der sprachgewaltigste ihrer Briefe mit Schilderungen der Alpenlandschaft. In anderen Briefen schilderte sie ihre Ausflüge in die Umgebung und Besuche beim Grafen Thurn-Valsassina auf Schloss Berg TG. Wegen politischer Veränderungen im Thurgau veräusserte Lassberg 1837 das Schloss und erwarb als neuen Sitz Burg Meersburg. Ab 1853 residierte Oberst Salomon Hegner auf Schloss Eppishausen.

## Heutige Nutzung
1961 erwarb der Orden der Bonitas-Dei-Schwestern das Schloss Eppishausen als Mutterhaus. Er wurde 1960 von Sr. Maria Paula Johanna Baur gegründet und widmete sich der Betreuung von Betagten und Pflegebedürftigen. Seit 1972 ist das Schloss im Eigentum der «Stiftung Schloss Eppishausen». Bewohnt wird es von der katholischen Gemeinschaft der Bonitas-Dei-Schwestern sowie seit 2009 von Mitgliedern der Missionsgemeinschaft «Familie Mariens».
Neben dem Schloss befindet sich das von den Bonitas-Dei-Schwestern 1977 erbaute «Alters- und Pflegeheim Schloss Eppishausen», das seit der Übernahme der Trägerschaft durch die «Familie Mariens» weiterhin nach christlichen Grundsätzen und mit gemeinnützigem Zweck betrieben wird.